# Nordchina und Südchina
Nordchina (chinesisch 中國北方 / 中国北方, Pinyin Zhōngguó Bĕifāng – „Chinas Norden, chinesischer Norden“) und Südchina (中國南方 / 中国南方,  Zhōngguó Nánfāng – „Chinas Süden, chinesischer Süden“) sind Bezeichnungen für die beiden Landeshälften des „Eigentlichen China“. Sie unterscheiden sich geographisch, aber auch sprachlich, ethnisch, religiös und kulturell voneinander als Ergebnis unterschiedlicher historischer Entwicklungen. Die Abgrenzung ist nicht klar definiert; es werden das Qin-Ling-Gebirge und der Huai He genannt oder der Jangtse. 

## Geographie und Klima

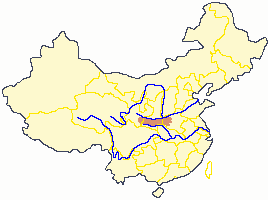
Das Qinling-Gebirge zwischen den beiden großen Flusssystemen Gelber Fluss (nördlich davon) und Jangtse (südlich)

Zu Nordchina zählt vor allem das Tal des „Gelben Flusses“ Huang He, die alten Hauptstädte Chang’an, Luoyang, Kaifeng und schließlich Peking. Im weiteren Sinne gehören auch die Gebiete jenseits der Großen Mauer dazu: die Innere Mongolei und die Mandschurei. Diese nördliche Landeshälfte (中国北方) darf nicht mit der Region Huabei (华北 – „Nordchina“) verwechselt werden, die nur einen Teil dieses Gebiets umfasst. 
Südchina (中国南方) hingegen reicht etwa von den Metropolen Nanjing und Shanghai (beide am Jangtse) bis nach Guangdong, Hainan und Hongkong. Im weiteren Sinne zählt auch die Insel Taiwan dazu sowie das von China beanspruchte Südchinesische Meer.
Klimatisch wird China vor allem durch das Qinling-Gebirge geteilt. Der Nordraum ist insgesamt trockener und kühler. Während der Norden Chinas vor allem jenseits der Mauer eher aus Steppe, Taiga und Wüste (Gobi und Tarim) besteht und daher dünner besiedelt ist, dominiert im stark besiedelten Landessüden, insbesondere im äußersten Süden, eine Berg- und Hügellandschaft mit einer beinahe subtropischen Vegetation. Nordchina hat einen größeren Anteil an der landwirtschaftlichen Nutzfläche Chinas.
Während der Norden durch angewehten Löss sehr fruchtbar ist, verhinderte das Qinling-Gebirge die Ablagerung von Lössboden im Süden – mit Ausnahme des fruchtbaren Berglands im Roten Becken. Der kalte Norden wird von trockenen sibirischen Schneestürmen, der warme Süden von pazifischen Monsunregen beeinflusst. Im Bereich der Südküste Chinas wird das Klima bereits tropisch, in Südostasien ist das Klima schließlich vollständig von Monsun beherrscht.

## Ethnische Unterschiede
Nord- und Südchina wurden möglicherweise aus unterschiedlichen Richtungen besiedelt, zuerst der Süden von Indien aus. Entwicklungshistorisch dominierten vor der Herausbildung einer chinesischen Hochkultur im Norden Pferde und Schweine züchtende Nomaden, im Süden eher Bauern mit Rindern und Wasserbüffeln. Die Bauern im Norden wiederum bauten eher Weizen und Hirse, die im Süden eher Reis an. 
Chinesen im Norden sind im Durchschnitt größer als im Süden: In Shandong, der bevölkerungsreichsten Provinz des Nordens, sind Männer und Frauen im Durchschnitt 175 cm und 169 cm groß; in Guangdong, der bevölkerungsreichsten Provinz des Südens, nur 170 cm und 160 cm. (Stand 2015)
Die nördlichen Nachbarn der Chinesen, die Mandschuren, Mongolen, Uiguren, und Turkvölker blieben Nomaden und dominieren noch heute geschlossene Minderheitengebiete in Nordchina. Im Süden wiederum zersiedelten die Chinesen die Gebiete der ebenfalls ackerbauenden Minderheiten Miao, Yao, Zhuang, Yi, Dong, Bai, Hani, Naxi, Tujia und anderen, die aber noch heute existieren. Während die Chinesen im Norden selbst immer wieder von turkmongolischen Minderheiten unterworfen wurden, unterwarfen die Chinesen im Süden ihrerseits zahlreiche Minderheitenvölker. Die nördlichen Minderheiten waren eher nord- und ostasiatisch beeinflusst, die südlichen Minderheiten eher südostasiatisch und ind(ochines)isch, siehe Völker Chinas.

## Sprachliche Unterschiede

Sprachgebiete China (CIA-Karte aus dem Jahr 1990)

Die nordchinesischen Dialekte sind sich relativ ähnlich, so dass man sie als eine Sprache („Mandarin“) bezeichnen kann. Sie bilden die Basis für das Standardchinesisch, auch als Hochchinesisch bekannt, das die Amtssprache ganz Chinas (und Taiwans) ist. 
Im Süden Chinas werden verschiedene chinesische Sprachen gesprochen wie beispielsweise Gan, Hakka, Min, Wu, Xiang und Yue (Kantonesisch). Im Südwesten, den heutigen Gebieten von Sichuan und Yunnan, der während der Ming- und Qing-Dynastie massive Einwanderung aus dem Norden erfuhr, spricht man heute Dialekte des Mandarin. Hinzu kommen die nicht-chinesischen Minderheitensprachen. 
Zur Verständigung über Sprachgrenzen hinweg bedienen sich die Chinesen heute des Hochchinesischen bzw. greifen auf die gemeinsame historische Schriftsprache zurück.

## Kulturelle Unterschiede

### Küche
Die nordchinesische Küche verwendet eher Weizen, vor allem Nudeln; die südchinesische eher Reis. Aufgrund der Hungersnöte der Vergangenheit werden im Süden sehr viele Nahrungsquellen genutzt. Ein nordchinesisches Sprichwort spottet, die Küche des Südens „bereite alles zu, was Füße oder Flügel hat – außer Tische und Flugzeuge“.

### Religion und Ideologie
Unter den Religionen in der Volksrepublik China ist zwar der Anteil von Buddhisten, Daoisten und Konfuzianern im ganzen Land etwa gleich groß, im Norden jedoch dominieren weiterhin Kommunisten. Von hier hatte der Maoismus einst zur Machtergreifung angesetzt, während der einstmals nationalistische Süden bis heute eher marktorientiert und prowestlich ist. Die meisten der ehemaligen Vertrags- oder Pachthäfen sowie alle Sonderwirtschaftszonen Chinas befinden sich in Südchina.
An missionarischen Religionen ist der Islam stärker im Norden und Westen, das Christentum stärker im Süden und Osten verbreitet.

### Kampfkunst
Auch die regionalen Kampfkünste weisen typische Unterschiede auf. Nordchinesische Kung-Fu-Stile (z. B. Changquan 长拳) arbeiten – stark vereinfacht – mit langen und „harten“ Kampfzügen und ausholend runden Bewegungen. Südchinesische Stile (z. B. Wing Chun) sind meistens kurz, direkt und „weich“. Angeblich soll die Vegetation Auswirkungen auf die Schwerpunkte der verschiedenen Kung-Fu-Stile gehabt haben – das dicht bewaldete, subtropische Südchina war schlecht für Tritte geeignet – oder die hohe Bevölkerungsdichte und die geringere Körpergröße im Süden.

## Reichsteilungen in der Geschichte

### Altertum und Kaiserzeit

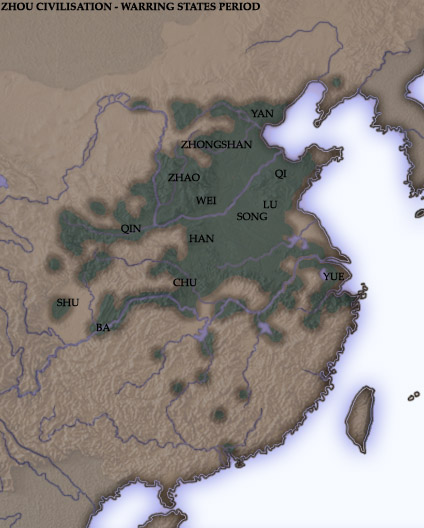
Die Streitenden Reiche um 350 v. Chr.

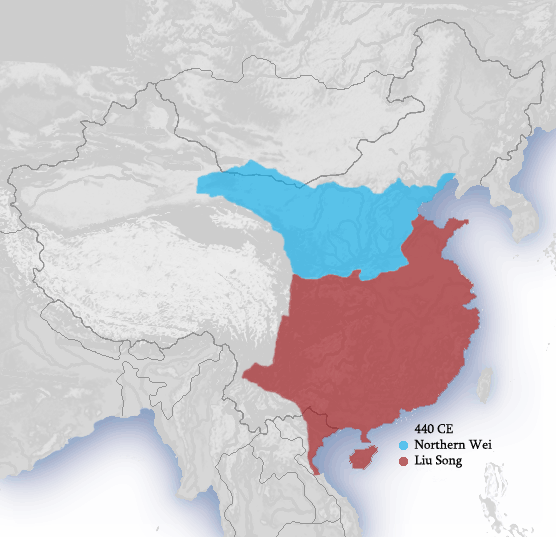
China im Jahr 440 (mit heutigen Staatsgrenzen)

China im Jahr 1142

Die ersten chinesischen Reiche entstanden im Norden. Erst zu Beginn der chinesischen Kaiserzeit (Qin-Dynastie, 221–207 v. Chr. und Han-Dynastie 206 v. Chr. – 220 n. Chr.) wurde der Süden ins Reich eingegliedert und sinisiert. Das damalige Nordchina wurde als Cathaia, Kitaia, Khitai, Catai oder Kitai bezeichnet. Dieser Ausdruck leitet sich von der Eigenbezeichnung der Kitan ab, die im 10. bis 12. Jahrhundert in Nordchina die Liao-Dynastie etabliert hatten. Das damalige Südchina war unter dem Begriff Manzi, selten Mangi (蛮子), bekannt, was auf die abwertende chinesische Bezeichnung für die südchinesischen Völker – grob vergleichbar mit dem Ausdruck „Barbar“ im graeco-romanischen Kulturkreis – zurückgeht. Im Laufe seiner zweitausendjährigen Geschichte war das Kaiserreich mehrfach geteilt, wobei sich fast immer nördliche und südliche Reiche bzw. Dynastien gegenüberstanden:
- Zeit der Drei Reiche (ca. 208–280): Wei im Norden, Wu im Süden, Shu Han im Westen
- Sechzehn Reiche (304–439) im Norden und Östliche Jin-Dynastie (317–420) im Süden
- Südliche und Nördliche Dynastien (420–581)
- Fünf Dynastien (im Norden) und Zehn Reiche (im Süden) (907–960)
- Jin-Dynastie (1125-1234) (im Norden) und Südliche Song-Dynastie (1127–1279)

Mit der Eroberung durch die Mongolen (Yuan-Dynastie, 1279–1368) wurde das Reich wieder dauerhaft vereint. Die Hauptstadt war Dadu (Peking) im Norden. Mit der Ming-Dynastie wurde zunächst Nanjing („Südliche Hauptstadt“) im Süden zur Hauptstadt, dann wieder Peking (Beijing, „Nördliche Hauptstadt“). Die mandschurische Qing-Dynastie herrschte von 1644 bis 1911, wobei immer wieder Aufstände der Chinesen und nichtchinesischen Minderheiten ausbrachen. Der antimandschurische Taiping-Aufstand beispielsweise erfasste ab 1850 den gesamten Süden, der promandschurische Boxeraufstand um 1900 nur den Norden.

### Neuzeit
1912 wurde die Monarchie abgeschafft durch die Xinhai-Revolution die größtenteils vom Süden ausging. Daraufhin wurde wieder Nanjing Hauptstadt der Republik. In Peking scheiterten 1915-17 monarchistische Restaurationsversuche, das Land fiel unter die Herrschaft regionaler Warlords. Die „Nördlichen Kriegsherren“ der Beiyang-Armee bekämpften südliche Rivalen aber auch einander um die Macht in Peking. Im Süden stiegen seit 1917 vor allem die republikanischen Nationalisten der Kuomintang auf, deren Gegenregierung 1927 von Kanton aus Nanjing, 1928 auch Peking eroberte, dann aber in einen chinesischen Bürgerkrieg mit Mao Zedongs Kommunisten und in den Krieg mit Japan verwickelt wurde. Nach der Niederlage Japans 1945 gelang Maos Truppen 1949 nach der Einnahme Pekings auch die Eroberung Nanjings und des Südens. Die Nationalisten unter Chiang Kai-shek mussten sich auf die Insel Taiwan zurückziehen.
Seitdem ist Peking Hauptstadt der Volksrepublik China, Taiwan der verbliebene Rest der 1912 proklamierten Republik China. Obwohl auch Nanjing seit 1949 wieder zur Volksrepublik gehört, so ist es doch weiterhin formell noch Hauptstadt der Republik.